# Ковпаки
Ковпаки́ — село в Україні, у Новоайдарській селищній громаді Щастинського району Луганської області. Населення становить 7 осіб.
Село постраждало внаслідок геноциду українського народу, вчиненого урядом СССР у 1932—1933 роках, кількість встановлених жертв — 11 людей.

## Населення
За даними перепису 2001 року населення села становило 7 осіб, з них усі 100 % зазначили рідною українську мову.

## Постаті
- Бєлуха Світлана Василівна (* 1942) — народний вчитель СРСР.

## Також
- Перелік населених пунктів, що постраждали від Голодомору 1932-1933, Луганська область